# Lutherkirche (Weißenfels)

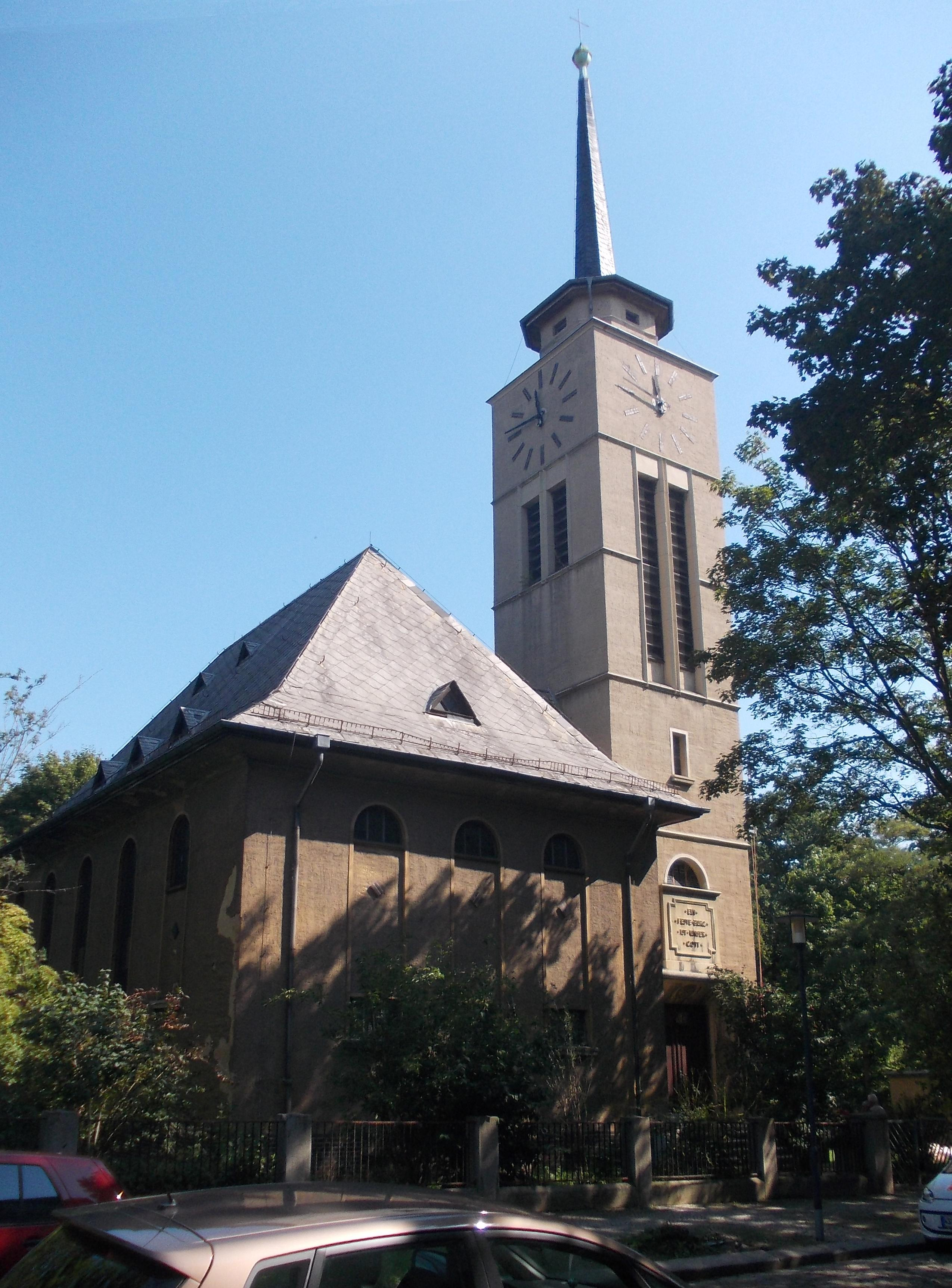
Lutherkirche in Weißenfels

Die Lutherkirche ist eine denkmalgeschützte evangelische Kirche in der Stadt Weißenfels in Sachsen-Anhalt.
In der Liste der Kulturdenkmale in Weißenfels ist das Gebäude unter der Erfassungsnummer 094 09285 als Baudenkmal verzeichnet.

## Baugeschichte
Die Lutherkirche in Weißenfels wurde von 1926 bis 1928 im Baustil des Expressionismus nach einem Entwurf des in Halle (Saale) tätigen Architekten Raimund Ostermaier (1879–1960) errichtet. Die Einweihung fand 1929 statt.

## Architektur und Ausstattung
Der Turm mit Laterne und spitzem Helm steht neben dem Kirchenschiff. Die Kirche besitzt eine Glocke aus dem 13. Jahrhundert, die vermutlich aus dem Kloster Sankt Claren stammt. Das Kreuz im Chorraum schuf Wilhelm Groß. Die teilweise figürlichen Farbverglasungen der 24 Fenster im Kirchenraum stammen von der Stuttgarter Künstlerin Ina Hoßfeld (1881–1943) und wurden von der Stuttgarter Glaskunstwerkstatt V. Saile zusammengesetzt und in der Kirche montiert. Sie bestehen aus Überfangglas, das in Flachschliff-Technik mit Sandstrahlgebläse bearbeitet wurde – einem anscheinend hier erstmals angewandten kunsthandwerklichen Verfahren.